# Tournoi de tennis de Détroit
Le tournoi de Détroit (Michigan, États-Unis) est un tournoi de tennis professionnel masculin du circuit ATP.
La seule édition du tournoi a été organisée en 1988 sur moquette en salle et remportée par John McEnroe en simple.

## Palmarès messieurs

### Simple
| No | Date       | Nom et lieu du tournoi               | Catégorie | Dotation  | Surface         | Vainqueur    | Finaliste        | Score    |  |
| -- | ---------- | ------------------------------------ | --------- | --------- | --------------- | ------------ | ---------------- | -------- |  |
| 1  | 14-11-1988 | Little Caesars Championship, Détroit |           | 297 500 $ | Moquette (int.) | John McEnroe | Aaron Krickstein | 7-5, 6-2 |  |

### Double
| No | Date       | Nom et lieu du tournoi               | Catégorie | Dotation  | Surface         | Vainqueurs          | Finalistes              | Score    |  |
| -- | ---------- | ------------------------------------ | --------- | --------- | --------------- | ------------------- | ----------------------- | -------- |  |
| 1  | 14-11-1988 | Little Caesars Championship, Détroit |           | 297 500 $ | Moquette (int.) | Rick Leach Jim Pugh | Ken Flach Robert Seguso | 6-4, 6-1 |  |